# Rundforbi Stadion
Rundforbi Stadion er et atletik- og fodboldstadion i Nærum i Rudersdal Kommune. Bygningen af stadion blev startet i 1930 og det blev indviet den 17. maj 1936.
Dagens stadion blev opført 1969 – 1970 og er tegnet af arkitekterne Claus Bremer og Ole Helweg. Det har en kapacitet på 5.000, heraf 400 siddepladser. Tilskuerrekorden er 1.800. Stadionet har intet lysanlæg. Blev 2006 belagt med kunstgræs. 
Rundforbi Stadion er hjemmebane for Søllerød Nærum Idrætsklub (atletik), Boldklubben Søllerød-Vedbæk (fodbold) og Søllerød Gold Diggers (amerikansk fodbold).
55°49′30.0″N 12°32′26.0″Ø / 55.825000°N 12.540556°Ø
|  | Denne artikel om en bygning eller et bygningsværk kan blive bedre, hvis der indsættes et (bedre) billede. Du kan hjælpe ved at afsøge Wikimedia Commons for et passende billede eller lægge et op på Wikimedia Commons med en af de tilladte licenser og indsætte det i artiklen. |